# Prime Time Fighter
Prime Time Fighter, conosciuto in Giappone come Top Ranking Stars (トップランキングスターズ?, Toppu Rankingu Sutāzu), è un videogioco sportivo per arcade incentrato sul pugilato. Venne sviluppato e pubblicato dalla Taito nel 1993.

## Modalità di gioco
Il gameplay di Prime Time Fighter si focalizza principalmente sul combattimento tra pugili. Il giocatore può scegliere tra sei personaggi, ciascuno con caratteristiche e stili di combattimento unici.
Le meccaniche di combattimento consentono di combinare i colpi per eseguire combo e attacchi speciali, mentre è possibile schivare gli attacchi avversari per contrattaccare in modo efficace. La salute dei personaggi è rappresentata da una barra dedicata, accompagnata da un'altra che indica la stamina. La gestione della stamina è fondamentale; infatti, i pugili possono affaticarsi se infliggono troppi colpi consecutivi o subiscono troppi danni. La barra della stamina è divisa in tre fasce (verde, gialla e rossa): quando una di queste viene completamente svuotata, il pugile cade sul ring e inizia un conto alla rovescia fino a dieci. Durante questo tempo, il giocatore deve premere ripetutamente la levetta del joystick per far rialzare il personaggio. Se il tempo scade e il pugile è ancora a terra, il match viene vinto dall'avversario.
Ogni incontro ha un tempo limite; se nessuno dei due giocatori riesce a sconfiggere l'altro entro il termine stabilito, vince automaticamente chi ha più salute residua. Alla fine di ogni match vinto, il giocatore guadagna punti bonus in base alla performance e alla vitalità rimasta. Nella modalità giocatore singolo, ci sono otto round totali: nei primi cinque si affrontano tutti gli altri personaggi tranne quello selezionato. Nel sesto round si deve accettare una rivincita da uno di questi avversari, mentre nel settimo e nell'ottavo si affrontano rispettivamente i due boss finali non giocabili: King Shanaoh e Richard Hymer.

### Pugili selezionabili
- Shōichi Kanō, altezza: 175 cm, peso: 72 kg – Il reale protagonista del gioco. Ha abilità medie tra i sei.
- Storm Viper, altezza: 180 cm, peso: 58 kg – Il primo pugile mascherato della storia della boxe. Ha abilità pari a quelle di Kanō.
- Michael Eldorado, altezza: 194 cm, peso: 99 kg – Americano ex ufficiale dei Berretti Verdi dell'esercito. Ha abilità di tipo potenza.
- Tamshing Vaortao, altezza: 175 cm, peso: 55 kg – Combattente di Muay thai di professione, ma è diventato un rappresentante della boxe. Ha un'eccellente velocità.
- Bruce Hasimikov, altezza: 205 cm, peso: 90 kg – Lottatore attualmente scelto alla gestione del Bruce Group, un conglomerato dell'industria automobilistica che esiste fin dall'ex Unione Sovietica. Ha il più alto potere di attacco tra i sei.
- Aldebaran Nipper, altezza: 200 cm, peso: 58 kg – Pugile che in passato è stato giocatore di baseball. Ha un'eccellente portata.

## Accoglienza
In Giappone, la rivista Game Machine elencò Prime Time Fighter nel numero del 1º settembre 1993 come la dodicesima unità arcade di maggior successo del mese.